# Tatra 603 NP
Tatra 603 NP byl prototyp užitkového vozidla vyvinutý v pobočném vývojovém závodě č. 5 podniku Tatra Kopřivnice v Bratislavě na Mlynských Nivách, založeném v roce 1960.
Nízkoplošinový valník T 603 NP vznikl jako druhá a zároveň poslední modifikace řady užitkových vozidel odvozených od osobního automobilu T 603. Měl tedy stejnou koncepci jako první prototyp – T 603 MB a přestože se jednalo také o funkční vzorek, šlo už o určitý posun v designu vozidla. Prodloužená kabina z lehkého terénního automobilu T 805 byla jemnější, v zadní části zaoblená a pro lepší přístup k motoru byla sklopitelná. Vozidlo absolvovalo funkční zkoušky při rozvozu drogistického zboží v Bratislavě a nakonec sloužilo v mateřském závodě v Kopřivnici jako vozidlo určené pro firemní dopravu. Nakonec bylo podle vzpomínek pamětníků údajně sešrotováno.[zdroj?]
Typ NP i Tatra 603 MB byly dlouhá léta jedinými typy automobilů Tatra s pohonem předních kol.